# 宝珠院 (大田区)
寳珠院（ほうしゅいん）は、東京都大田区にある真言宗智山派の寺院。

## 概要
1057年（天喜5年）、源頼義・義家父子の開基である。前九年の役の凱旋の際に、八幡宮（現在の六郷神社）を創建するとともに、隣に阿弥陀如来を本尊とする寺を建てた。これが当寺の由来であり、六郷神社の旧別当寺であった。
江戸時代初期に弁栄（1653年寂）によって再興された。一説では、弁栄こそが開山としている記録がある。
江戸時代は葵御紋と長柄乗輿が認められる格式の寺であった。
六郷神社の旧別当寺という関係から、当寺には「僧形八幡大菩薩」が安置されている。

## 交通アクセス
- 六郷土手駅より徒歩6分（経路案内）。